# خوسيه ديفيد موسكيرا
خوسيه ديفيد موسكيرا (بالإسبانية: José David Mosquera) (مواليد 7 أكتوبر 1983) هو ملاكم كولومبي، مثّل بلاده في الألعاب الأولمبية الصيفية 2004.

## روابط خارجية
خوسيه ديفيد موسكيرا على موقع بوكس ريك (الإنجليزية) (registration required)
- خوسيه ديفيد موسكيرا على موقع أوليمبيديا (الإنجليزية)